# Santagões
Santagões é uma povoação da União de Freguesias de Bagunte, Ferreiró, Outeiro Maior e Parada, no Município de Vila do Conde.

## História
Até 1836 Santagões era uma paróquia do concelho de Barcelos. Nesse ano são criadas as freguesias civis, e a freguesia de Santagões passa a pertencer ao concelho da Póvoa de Varzim.
Em 1853 é transferida para o concelho (atual município) de Vila do Conde, sendo que posteriormente, em 1898, é integrada em Bagunte, perdendo o estatuto de freguesia, figurando desde essa data como simples povoação.

## Património
- Capela de Santagões